# UEFA Euro 2012 (videoigra)
UEFA Euro 2012 je službena videoigra Europskog prvenstva u nogometu 2012. Za razliku od prijašnjih Euro videoigara, ova je igra dostupna samo kao dodatak za FIFA-u 12 downloadom s interneta. Igra je puštena u prodaju 24. travnja 2012.

## Momčadi
Napomena: U igri je ukupno 20 ekipa s punom licencom.  Momčadi u kurzivu su one koje nemaju licencu. One imaju fiktivne igrače, osim ako nije napomenuto zvjedzdicom (*).

### Sudionici Europskog prvenstva
| - Hrvatska - Češka - Danska - Engleska - Francuska - Njemačka - Grčka - Italija | - Nizozemska - Poljska* - Portugal - Irska - Rusija* - Španjolska - Švedska - Ukrajina |

### Ostale momčadi
| - Albanija - Andora - Armenija - Austrija - Azerbajdžan - Bjelorusija - Belgija - BiH - Bugarska - Cipar* - Estonija - Farski otoci - Finska* - Makedonija - Gruzija - Mađarska* - Island - Izrael* - Kazahstan | - Latvija - Lihtenštajn - Litva - Luksemburg - Malta - Moldavija - Crna Gora - Sjeverna Irska - Norveška - Rumunjska* - San Marino - Škotska - Srbija - Slovačka - Slovenija* - Švicarska* - Turska - Wales |

## Vanjske poveznice
- Službena stranica
- UEFA Euro 2012  Arhivirana inačica izvorne stranice od 11. veljače 2013. (Wayback Machine) na GameSpotu

| Prethodnik:    | Službena videoigra UEFA Eura 2012. | Nasljednik:    |
| UEFA Euro 2008 | Službena videoigra UEFA Eura 2012. | UEFA Euro 2016 |